# Lawarde-Mauger-l'Hortoy

Lawarde-Mauger-l'Hortoy este o comună în departamentul Somme, Franța. În 1 ianuarie 2022 avea o populație de 154 de locuitori.